# Église Notre-Dame-de-Folgoët de Bannalec
L'église Notre-Dame-de-Folgoët est un édifice religieux situé à Bannalec, en France.

## Localisation
L'église est située sur le territoire de la commune de Bannalec, au lieu-dit Le Bourg, dans le département du Finistère, en région Bretagne.

## Description
Édifice bâti au XVIe siècle sur une église primitive remontant au XIe siècle, et ayant subi diverses transformations au cours de périodes suivantes. Il se trouvait autrefois au centre d'un enclos, aujourd'hui disparu. Le plan présente une nef, deux ailes formant un faux transept, et un chœur terminé par un chevet à trois pans. Vitraux  de Gérard Lardeur.

## Historique
En 1737, un aveu de Tinténiac indique des armoiries dans toutes les fenêtres de l’église. Selon le Chevalier de Fréminville, l'église actuelle date du XVIe siècle et est  « d'un gothique bâtard, lourd et de mauvais goût ». La statue de Notre-Dame de Bannalec (une statue en chêne de la Vierge portant sur les bras l'Enfant Jésus), une Vierge ouvrante, datant de l'époque Louis XIII, vénérée autrefois dans la chapelle disparue de Locmarzin, proche du château de Quimerc'h et qui appartenait à la famille de Tinténiac, se trouve depuis 1895 dans l'église paroissiale ; elle a souffert lors du début d'incendie de l'église survenu en octobre 1939, provoqué probablement par un cierge, qui détériora aussi le maître-autel et des tapis.
L'église est inscrite partiellement (abside, transept et clocher) au titre des monuments historiques par arrêté du 17 mars 1926.

## Galerie

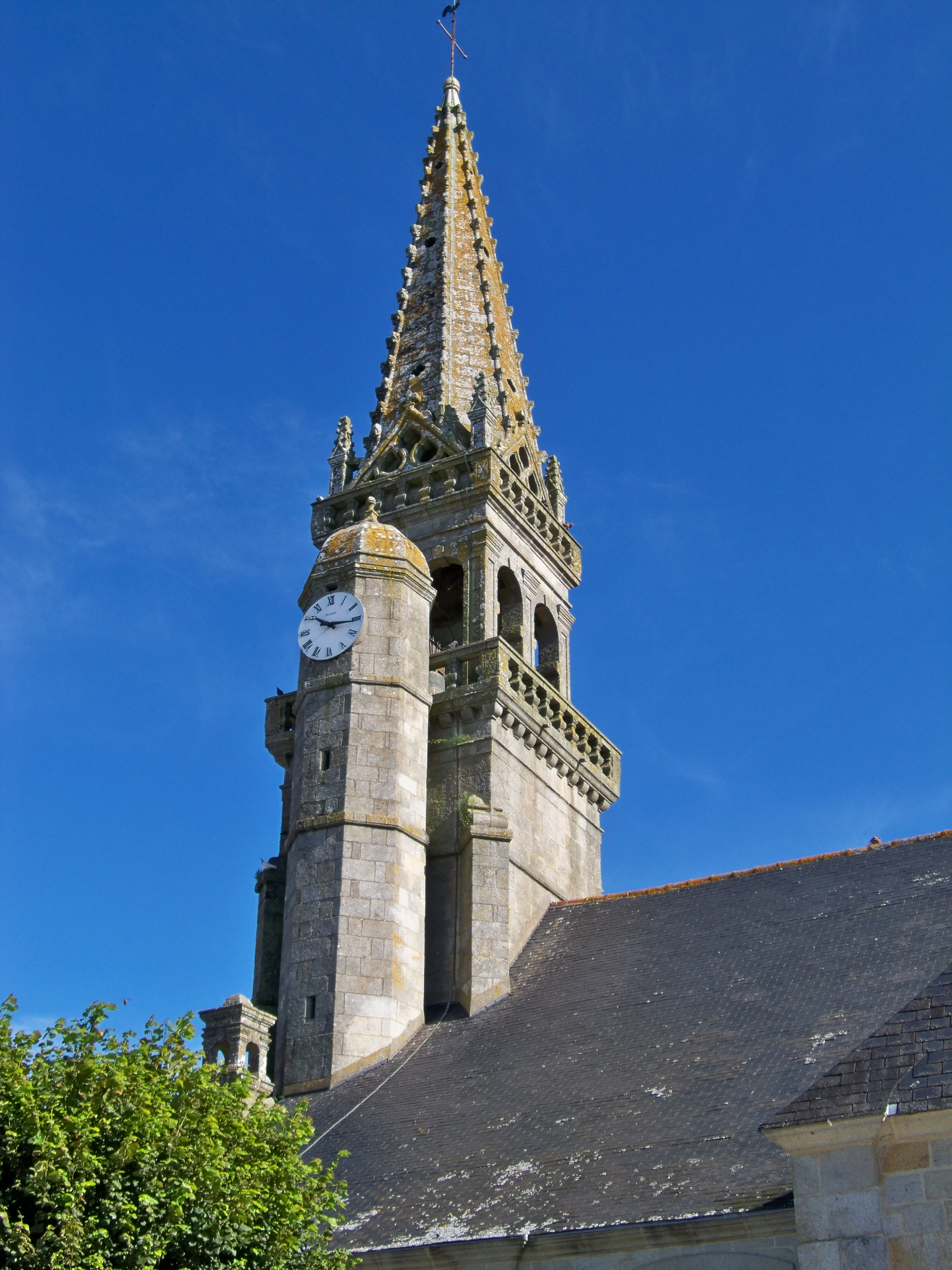
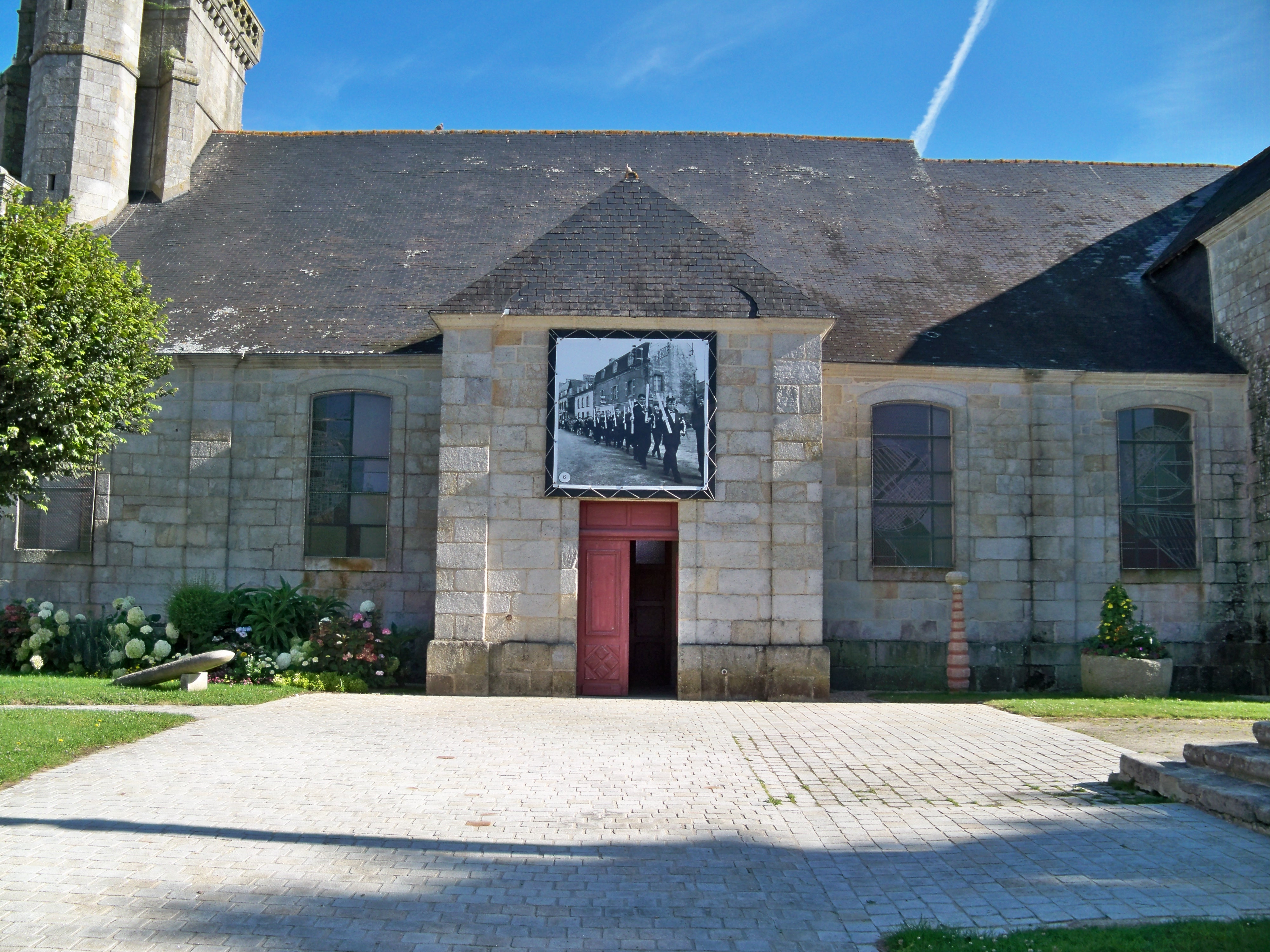
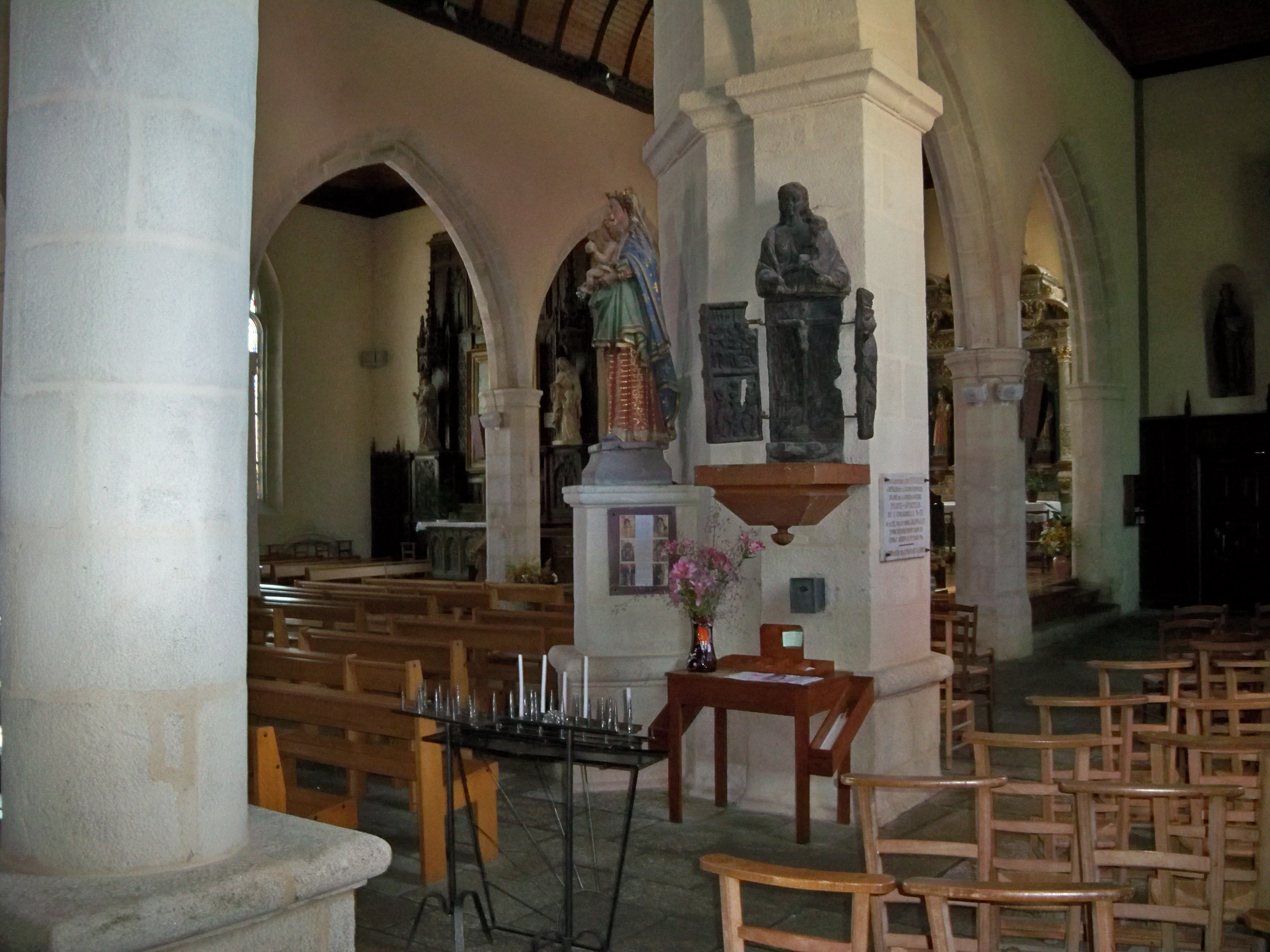
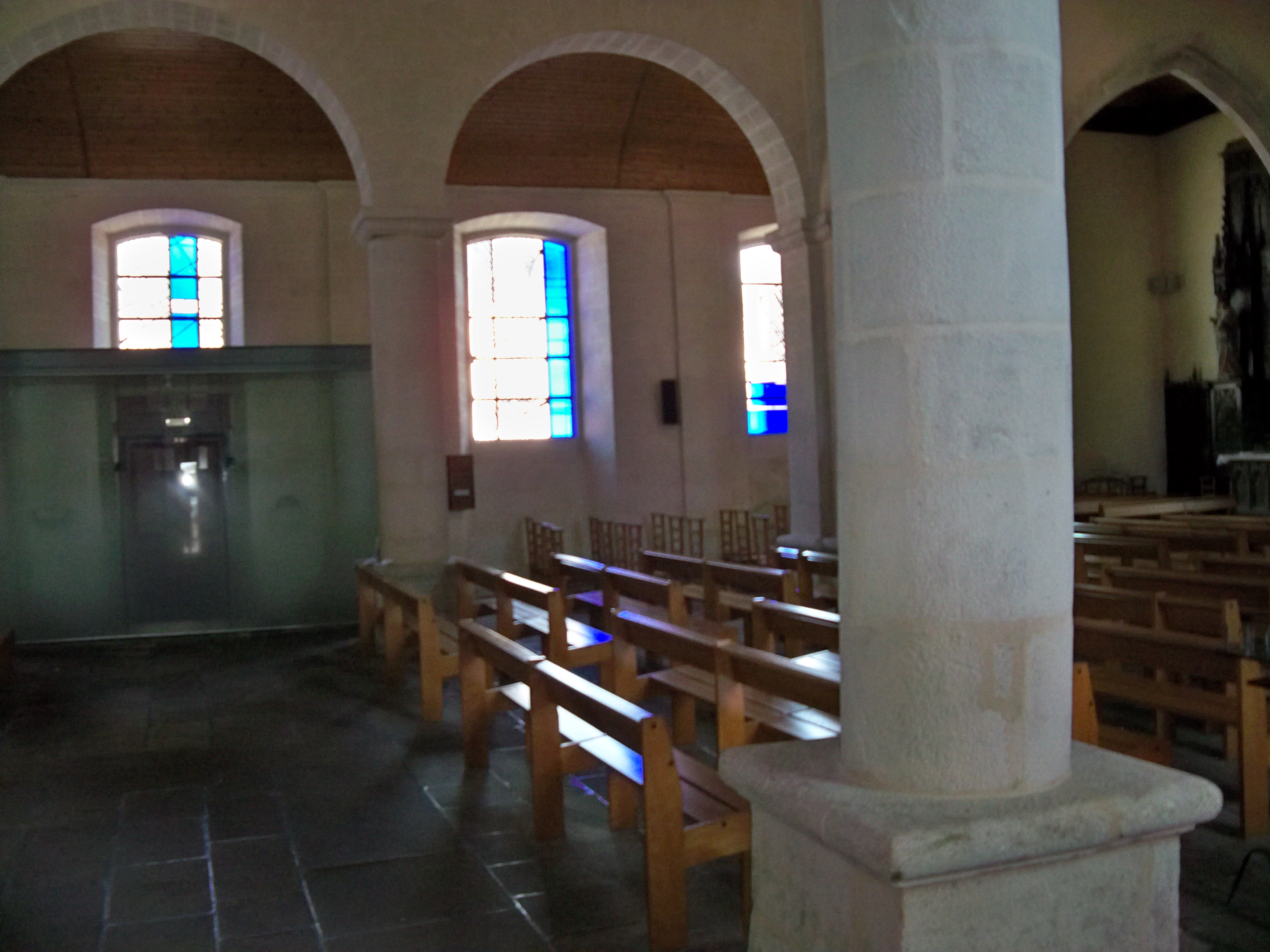
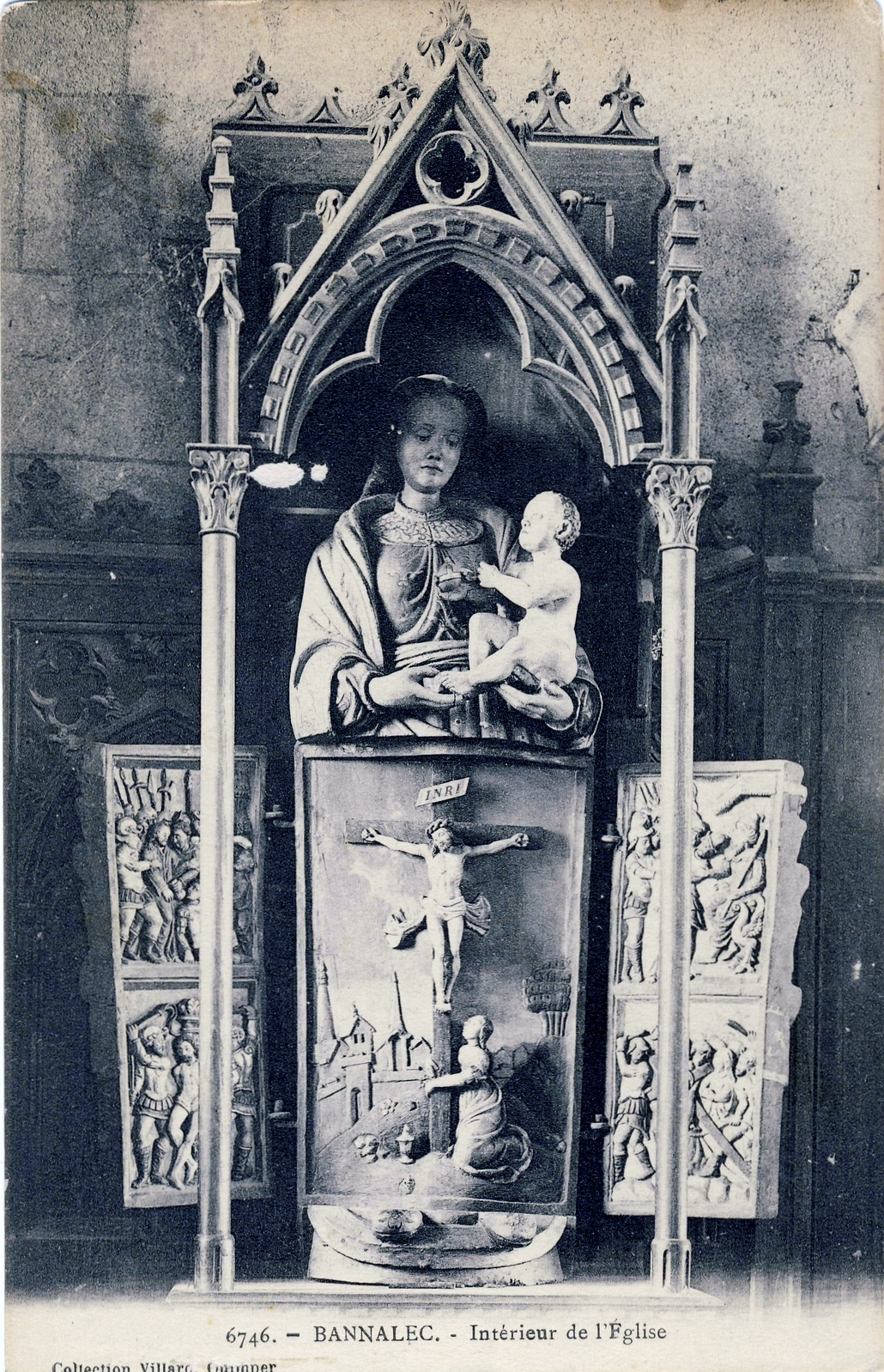
Vierge ouvrante
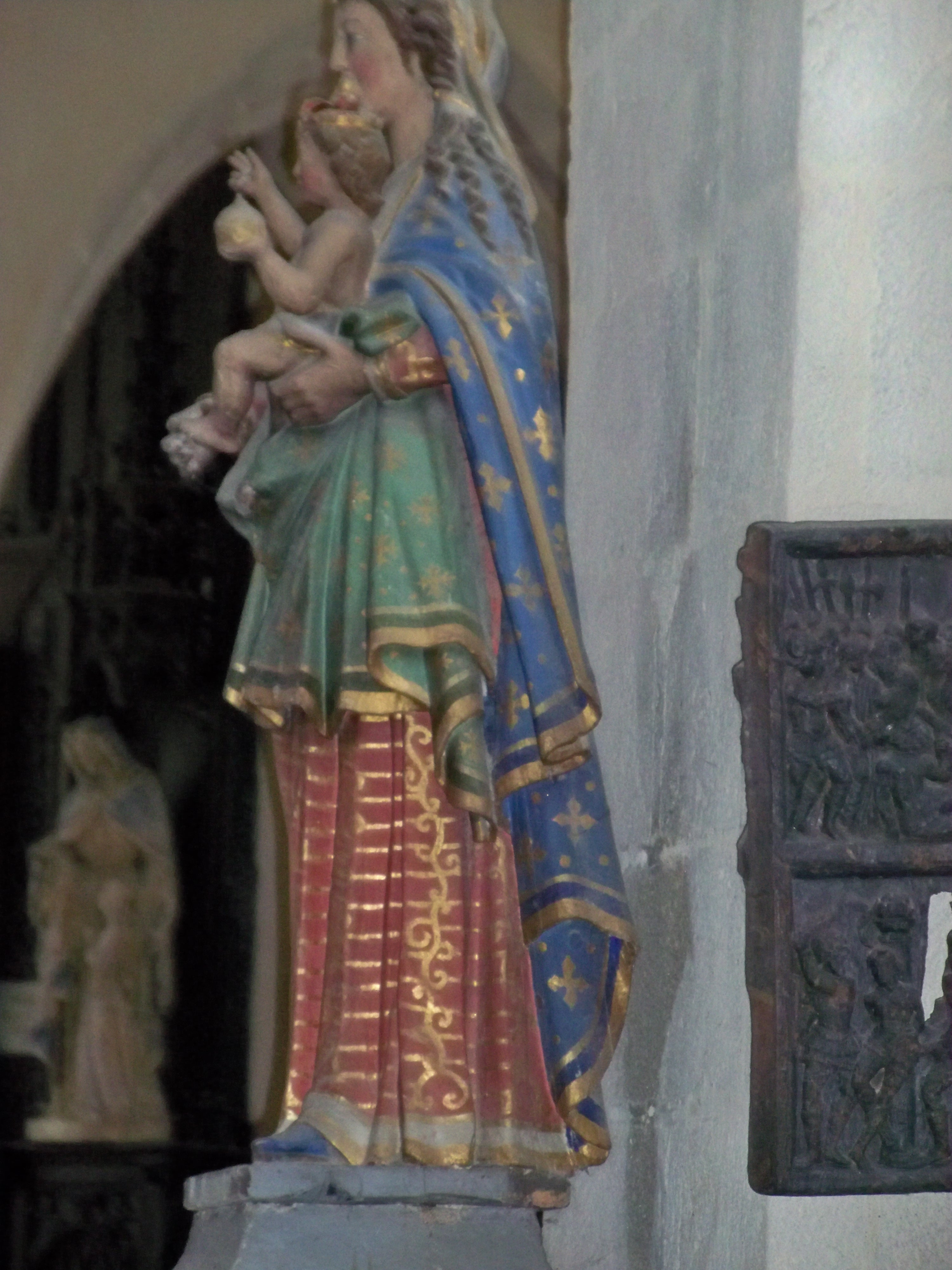